# أوتوهان (ناقد)
أوتوهان (بالفرنسية: Otto Hahn) (1928 - 1996)، هو ناقد فني فرنسي، ولد عام 1935م في فيينا، هو من أصل مجري يهودي هاجرت عائلته إلى فرنسا عام 1937، درس الفلسفة والآداب وتاريخ الفن في فرنسا، وبدأ عمله في النقد الآدبي، وتعاون مع جان بول سارتر في مجلة «الأزمنة الحديثة» ثم انتقل للنقد الفني بعمله ناقداً فنياً في صحيفة «الاكسبريس» عام 1963م. توفي في باريس عام 1996م.